# Марија Успенска
Марија Успенска (рус. Мария Успенская) је била руска глумица, рођена 29. јула 1876. године у Тули, а преминула 3. децембра 1949. године у Лос Анђелесу.